# Cecília Ramos
Cecília Ramos é uma quadrinista brasileira. Possui graduação em Design Gráfico pela UFRJ e publica cartuns on-line desde 2016 sob o pseudônimo Cartumante. É autora dos livros Memes São a Salvação e Obrigada! Foi Um Transtorno, ambos viabilizados através de financiamento coletivo pela plataforma Catarse. Em 2023, ganhou o 35º Troféu HQ Mix na categoria de melhor web tira.